# KV24
KV24 (King’s Valley № 24), также WV24 — древнеегипетская гробница в Долине царей, обнаруженная до 1832 года. Второе название гробницы WV (West Valley — Западная долина) указывает расположение, отличное от прочих царских усыпальниц в восточной части. Гробница лежит на западе и соседствует с WV22, WV23, WV25 и WVA.
Данная безымянная гробница не окончена и не принадлежала члену царской семьи. KV24 использовалась в Новом царстве (XVIII династия) при XX династии, в греко-римский период, Третий промежуточный период. Местоположение гробницы и обнаруженные в ней предметы дают основания относить время её постройки к концу XVIII династии.

## Исследования
Точная дата обнаружения и имя первооткрывателя усыпальницы неизвестны. Считается, что KV24 была обнаружена до 1832 года, когда Джон Гарднер Уилкинсон (1825—1828) и Роберт Хэй (1825—1835) бывали в этих местах и отметили гробницу на картах. KV24 посещали другие египтологи и исследователи: Эмиль Шассина, Говард Картер, работавший тогда на Флиндерса Питри. В 1971 году Ярослав Черны выполнил работы по картографированию. Исследования и раскопки начались почти 150 лет спустя после первого обнаружения гробницы.
В 1991—1992 годах в KV24 вёл раскопки Отто Шаден из университета Аризоны. Результаты работы он опубликовал осенью 1991 года.

## Расположение и архитектура
KV24 расположена в западной части Долины, недалеко от неоконченной гробницы фараона Эхнатона (KV25). Гробница состоит из шахты и погребальной камеры, имеет общую площадь 23,36 м2. Гробница имеет форму прямоугольника с неровностями с восточной стороны.
Своей планировкой KV24 напоминает гробницы KV44, KV50 и KV61, отличаясь грубыми и низкими уступами на одной стороне камеры. После обнаружения гробница KV24 заполнилась мусором, принесённым наводнением после сильных дождей.

## Находки
В гробнице обнаружены предметы (предположительно XXII династии, принесённые позже в шахту), среди которых — деревянные фрагменты детского саркофага, бинты для мумификации, сосуды, погребальные предметы, осколки амфор позднеримского периода, посуда коптского периода. Здесь же найдены останки млекопитающих и пяти человек, включая ребёнка. Найденные моток верёвки, ножка небольшого ящика, несколько осколков стеклянной утвари и инкрустации датируются эпохой XVIII династии. Разбитые стеклянные бусины и фрагмент слоновой кости с золотой окантовкой, возможно, происходят из соседней гробницы WV23, принадлежащей Эйе, преемнику Тутанхамона. Прочие находки являются рабочими инструментами плотников и каменотёсов.

## Назначение
Свидетельств отношения хозяина гробницы к царской династии в гробнице нет. Назначение гробницы спорно: либо она предназначалась преемнику хозяина гробницы WV25, либо служила складским помещением, как WVA для гробницы Аменхотепа III WV22. Судя по практически равному объёму добытого камня в гробницах KV24 и WV25, они строились и были заброшены в один период.